# جورج ميتوشيت
جورج ميتوشيت (باليونانية: Γεώργιος Μετοχίτης)‏ (1250 - 1328) كان رئيس شمامسة في القسطنطينية خلال سبعينيات وأوائل ثمانينيات القرن الثاني عشر، ومؤيدًا مهمًا ومتحمسًا لاتحاد الكنائس اليونانية واللاتينية الذي تم الاتفاق عليه في مجمع ليون الثاني (1274). وهو والد العالم ثيودوروس ميتوشيت.